# Maurice Kufferath

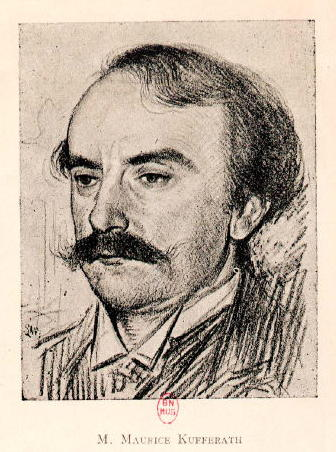
1900

Maurice Kufferath (Saint-Josse-ten-Noode, 1852 – Bruxelles, 1919) è stato un giornalista, musicologo e direttore d'orchestra belga.

## Biografia
Figlio del compositore, insegnante di musica, direttore d'orchestra, pianista Hubert Ferdinand Kufferath e fratello maggiore del cantante (soprano) Antonia Kufferath (1857-1939), Maurice Kufferath è un discendente di una famiglia importante nel mondo musicale germanico, poiché anche i suoi zii e le sue zie hanno dedicato la loro vita alla musica: Johann Hermann Kufferath fu compositore, direttore e violinista, invece Ludwig (Louis) Kufferath fu compositore, insegnante di musica, direttore e pianista.
Maurice Kufferath da giovane ha studiato legge e storia dell'arte a Bruxelles e a Lipsia; nello stesso periodo ha approfondito le sue conoscenze musicali studiando musica e violoncello sotto la guida di Adrien-François Servais. A Lipsia entrò in contatto con Franz Liszt e Richard Wagner. Questi sono stati incontri importanti e hanno influenzato il suo lavoro futuro, dato che diventò un entusiasta sostenitore delle opere di Wagner. Quando tornò a Bruxelles, fondò una sezione belga del Wagner Verein (associazione Wagner).
Dal 1875 iniziò a collaborare con il giornale Indépendance belge, di cui divenne redattore; oltre a questo, assunse il ruolo di corrispondente per il Frankfurter Zeitung e rilevò la quota di maggioranza del Guide Musical, che sotto la sua guida, diventò una delle principali riviste musicali francesi.
Dal 1900 ha preso le redini del Teatro de la Monnaie di Bruxelles.
Tra le sue pubblicazioni principali, ricordiamo: Berlioz und Schumann (1879); L'art de diriger l'orch. (1901); Musiciens et philosophes (1897); Les abus de la Société des auteurs (1897).
Suo figlio Camille Paul Constant Lucien Kufferath fu compositore di opere e di balletti.